# Устьє-Кундиш
У́стьє-Кунди́ш (рос. Устье-Кундыш, марій. Устье-Кундыш) — селище у складі Медведевського району Марій Ел, Росія. Входить до складу Сидоровського сільського поселення.

## Населення
Населення — 2 особи (2010; 2 у 2002).
Національний склад (станом на 2002 рік):
- росіяни — 100 %